# Rhinanthus freynii
Rhinanthus freynii är en snyltrotsväxtart som först beskrevs av A. Kerner och Jakob von Sterneck, och fick sitt nu gällande namn av Adriano Fiori. Rhinanthus freynii ingår i släktet skallror, och familjen snyltrotsväxter. Inga underarter finns listade i Catalogue of Life.